# Liste der Mitglieder des Provinziallandtags der Rheinprovinz (1921–1925)
Diese Liste nennt die Mitglieder des Provinziallandtages der Rheinprovinz von 1921 bis 1925.

## Hintergrund
Nach der Novemberrevolution war der Provinziallandtag der Rheinprovinz zunächst weiter von den Kreistagen gewählt worden. Da diese in der Weimarer Republik in gleicher Wahl nach dem Verhältniswahlrecht gewählt worden waren, hatte auch der Provinziallandtag dadurch seine demokratische Legitimität erfahren. Am 21. Februar 1921 erfolgte erstmals eine Direktwahl der Mitglieder des Provinziallandtags. Gewählt wurden 159 Abgeordnete. Die Ergebnisse sind unter Ergebnisse der Provinziallandtagswahlen in Preußen#Rheinprovinz aufgeführt.
| Partei  | Prozent | Sitze | Fraktionsvorsitzender |
| ------- | ------- | ----- | --------------------- |
| Zentrum | 45,5 %  | 73    |                       |
| SPD     | 15,7 %  | 25    |                       |
| DVP     | 12,3 %  | 21    |                       |
| VKPD    | 9,1 %   | 14    |                       |
| DNVP    | 9,0 %   | 14    |                       |
| USPD    | 4,2 %   | 6     |                       |
| DDP     | 3,5 %   | 5     |                       |
| LMü     |         | 1     |                       |

Der so gewählte Provinziallandtag trat zu folgenden Sitzungsperioden zusammen:
- vom 13. bis 15. März 1921 als 60. Provinziallandtag
- vom 10. bis 18. Juli 1921 als 61. Provinziallandtag
- am 14. März 1922 als 62. Provinziallandtag
- vom 10. Juli bis 15. Juli 1922 als 63. Provinziallandtag
- vom 18. und 19. Dezember 1922 als 64. Provinziallandtag
- am 5. Februar 1923 als 65. Provinziallandtag
- vom 25. bis 28. Juni 1923 als 66. Provinziallandtag
- vom 6. bis 8. November 1923 als 67. Provinziallandtag
- vom 23. bis 27. Juni 1924 als 68. Provinziallandtag
- vom 12. bis 17. Juni 1925 als 69. Provinziallandtag

## Liste der Abgeordneten
| Regierungsbezirk | Wahlkreis                    | Abgeordneter                         | Partei              | Stand                                                            | Anmerkung |
| ---------------- | ---------------------------- | ------------------------------------ | ------------------- | ---------------------------------------------------------------- | --- |
| Aachen           | Aachen-Stadt                 | Wilhelm Farwick                      | Zentrum             | Oberbürgermeister                                                | |
| Aachen           | Aachen-Stadt                 | Ludwig Kuhnen                        | SPD                 | Beigeordneter                                                    | |
| Aachen           | Aachen-Stadt                 | Georg Talbot                         | DVP                 | Fabrikant                                                        | nur 1921 (60. Provinziallandtag) |
| Aachen           | Aachen-Stadt                 | Walter Krebs                         | DVP                 | Generaloberarzt a. D., Chefarzt des Landesbades                  | 1921 (61. Provinziallandtag) bis 1924                                                                                                   |
| Aachen           | Aachen-Stadt                 | Ewald Weber                          | Zentrum             | Gewerkschaftssekretär                                            | |
| Aachen           | Aachen-Land                  | Gustav Dannich                       | SPD                 | Gewerkschaftssekretär                                            | † 1. Mai 1923 |
| Aachen           | Aachen-Land                  | Robert Deppe                         | KPD                 | Stricker                                                         | |
| Aachen           | Aachen-Land                  | Wilhelm Greven                       | Zentrum             | Metzgermeister                                                   | |
| Aachen           | Aachen-Land                  | Maria Müller                         | Zentrum             | Oberlehrerin                                                     | |
| Aachen           | Düren                        | Joseph Bongartz                      | Zentrum             | Fabrikant                                                        | |
| Aachen           | Düren                        | Theodor Schaaf                       | Zentrum             | Arbeitersekretär                                                 | |
| Aachen           | Heinsberg-Erkelenz           | Wilhelm Krapoll                      | Zentrum             | Ehrenbürgermeister                                               | |
| Aachen           | Heinsberg-Erkelenz           | Adolf Spies von Büllesheim           | Zentrum             | Rittergutsbesitzer (Haus Hall)                                   | 1921 (60. und 61. Provinziallandtag) |
| Aachen           | Heinsberg-Erkelenz           | Albert Servais                       | Zentrum             | Verbandsdirektor                                                 | 1922 (62. Provinziallandtag) bis 1924                                                                                                   |
| Aachen           | Jülich-Geilenkirchen         | Peter Fischer                        | Zentrum             | Rechtsanwalt                                                     | |
| Aachen           | Jülich-Geilenkirchen         | Nikolaus Jansen                      | Zentrum             | Pfarrer                                                          | |
| Aachen           | Schleiden-Monschau           | Franz Fettweiß                       | Zentrum             | Landwirt                                                         | |
| Koblenz          | Ahrweiler-Adenau             | Joseph Heß                           | Zentrum             | Oberregierungsrat                                                | |
| Koblenz          | Altenkirchen                 | Johann Effert                        | Zentrum             | Gewerkschaftsbeamter                                             | |
| Koblenz          | Altenkirchen                 | Karl Stedmann                        | DNVP                | Gutsbesitzer, Major a. D.                                        | |
| Koblenz          | Koblenz-Stadt                | Georg Loenartz                       | Zentrum             | Rechtsanwalt                                                     | |
| Koblenz          | Koblenz                      | Sigmund Adelmann von Adelmannsfelden | Zentrum             | Landrat                                                          | |
| Koblenz          | Koblenz                      | Otto Bauknecht                       | SPD                 | Lithograf, Referent beim Reichskommissar für das besetzte Gebiet | |
| Koblenz          | Kreuznach                    | Karl Andres                          | DVP                 | Gutsbesitzer                                                     | |
| Koblenz          | Kreuznach                    | Arnold Capallo                       | Zentrum             | Buchdruckereibesitzer                                            | Der gewählte Weingutsbesitzer Biermann nahm die Wahl nicht an und Capallo rückte nach                                                   |
| Koblenz          | Kreuznach                    | Paul Milau                           | DDP                 | Professor                                                        | |
| Koblenz          | Mayen                        | Johannes Schmitz                     | Zentrum             | Studienrat                                                       | bis 1922 (63. Provinziallandtag) |
| Koblenz          | Neuwied                      | Adolf Köhler                         | Direktor            | Arbeitsgemeinschaft                                              | ab 1922 (64. Provinziallandtag) |
| Koblenz          | Neuwied                      | Berthold Mehne                       | SPD                 | Eisenbahnbetriebsingenieur                                       | |
| Koblenz          | Neuwied                      | Theodor Simon                        | DVP                 | Fabrikant                                                        | bis 1922 (63. Provinziallandtag) |
| Koblenz          | Neuwied                      | Fritz Westerholt                     | Zentrum             | Gutsbesitzer                                                     | |
| Koblenz          | St. Goar-Cochem              | Adolf Ley                            | Zentrum             | Pfarrer                                                          | |
| Koblenz          | Simmern-Zell                 | Wilhelm Schüler                      | DVP                 | Arzt und Landwirt                                                | |
| Koblenz          | Simmern-Zell                 | Antonio von Salis-Soglio             | Zentrum             | Rittergutsbesitzer, geheimer Regierungsrat                       | |
| Koblenz          | Wetzlar                      | Adolf Bausch                         | DNVP                | Pfarrer                                                          | |
| Koblenz          | Wetzlar                      | Karl Schwarz                         | SPD                 | Lehrer                                                           | |
| Düsseldorf       | Barmen                       | Rudolf Bamberger                     | USPD                | Lehrer                                                           | |
| Düsseldorf       | Barmen                       | Karl Eberle                          | SPD                 | Beigeordneter                                                    | |
| Düsseldorf       | Barmen                       | Paul Hartmann                        | DDP                 | Oberbürgermeister                                                | |
| Düsseldorf       | Barmen                       | Emil Kandzia                         | DVP                 | Gewerkschaftsvorsitzender                                        | 1921 (60. und 61. Provinziallandtag) |
| Düsseldorf       | Barmen                       | Karl Hold                            | DVP                 | Ehrenbürgermeister                                               | ab 1922 (62. Provinziallandtag) |
| Düsseldorf       | Barmen                       | Paul Wesenfeld                       | DNVP                | Rechtsanwalt                                                     | 1. stellvertretender Präsident des Provinziallandtags (60. und 61. Provinziallandtag)                                                   |
| Düsseldorf       | Cleve                        | Wilhelm Brücker                      | Zentrum             | Gutsbesitzer, Ökonomierat                                        | bis 1922 (62. Provinziallandtag) |
| Düsseldorf       | Cleve                        | Johann Zimmermann                    | Zentrum             | Parteisekretär                                                   | ab 1922 (63. Provinziallandtag) |
| Düsseldorf       | Krefeld-Stadt                | Alfred von Itter                     | Zentrum             | Religionslehrer                                                  | |
| Düsseldorf       | Krefeld-Stadt                | Cäsar Weyers                         | SPD                 | Parteisekretär                                                   | Schriftführer |
| Düsseldorf       | Krefeld-Stadt                | Luise Blumberg                       | DVP                 |                                                                  | ab 1922 (62. Provinziallandtag) |
| Düsseldorf       | Krefeld-Land                 | Konrad Saaßen                        | Zentrum             | Landrat                                                          | |
| Düsseldorf       | Duisburg                     | Matthias Esser                       | VKPD                | Former                                                           | |
| Düsseldorf       | Duisburg                     | Karl Jarres                          | DVP                 | Oberbürgermeister                                                | Vorsitzender des Provinziallandtags (ab 62. Provinziallandtag)                                                                          |
| Düsseldorf       | Duisburg                     | Ernst Müller                         | SPD                 | Transportarbeiter                                                | |
| Düsseldorf       | Duisburg                     | Franz Ring                           | USPD                | Gewerkschaftssekretär                                            | |
| Düsseldorf       | Duisburg                     | Johann Sanders                       | Zentrum             | Schreinermeister, Stadtverordneter                               | |
| Düsseldorf       | Duisburg                     | Karl Ziegler                         | DNVP                | Unternehmer                                                      | |
| Düsseldorf       | Düsseldorf-Stadt             | Clemens Adams                        | Zentrum             | Generaldirektor, Landesrat a. D.                                 | |
| Düsseldorf       | Düsseldorf-Stadt             | Elisabeth Becker                     | USPD                | Hausfrau                                                         | |
| Düsseldorf       | Düsseldorf-Stadt             | Ferdinand Brauer                     | Zentrum             | Gewerkschaftssekretär                                            | |
| Düsseldorf       | Düsseldorf-Stadt             | Paul Gerlach                         | SPD                 | Schriftleiter                                                    | |
| Düsseldorf       | Düsseldorf-Stadt             | Artur Hauck                          | USPD                | Arbeitersekretär                                                 | Schriftführer |
| Düsseldorf       | Düsseldorf-Stadt             | Max Klinkmüller                      | VKPD                | Gärtner                                                          | |
| Düsseldorf       | Düsseldorf-Stadt             | Emil Köttgen                         | fraktionslos        | Oberbürgermeister                                                | |
| Düsseldorf       | Düsseldorf-Stadt             | Anna Niedick                         | Zentrum             | Rentnerin                                                        | |
| Düsseldorf       | Düsseldorf-Stadt             | Christoph Steinmeyer                 | DDP                 | Rektor                                                           | |
| Düsseldorf       | Düsseldorf-Stadt             | Max Wöhler                           | DNVP                | Architekt                                                        | |
| Düsseldorf       | Düsseldorf-Land              | Karl Hillen                          | Zentrum             | Geschäftsführer                                                  | |
| Düsseldorf       | Elberfeld                    | Hermann Dichgans                     | Zentrum             | Apotheker                                                        | |
| Düsseldorf       | Elberfeld                    | Oskar Hoffmann                       | USPD                | Redakteur                                                        | |
| Düsseldorf       | Elberfeld                    | August Hermann Tillmanns             | DVP                 | Kaufmann                                                         | |
| Düsseldorf       | Elberfeld                    | Wilhelm Ullenbaum                    | SPD                 | Geschäftsführer                                                  | 2. stellvertretender Präsident des Provinziallandtags (ab 62. Provinziallandtag: 1. stellvertretender Präsident des Provinziallandtags) |
| Düsseldorf       | Elberfeld                    | Wilhelm de Weerth                    | DNVP                | Regierungsassessor a. D.                                         | |
| Düsseldorf       | Essen-Stadt                  | Wilhelm Daams                        | Zentrum             | Arbeitersekretär                                                 | |
| Düsseldorf       | Essen-Stadt                  | Bernhard Goldschmidt                 | DNVP                | Fabrikdirektor                                                   | |
| Düsseldorf       | Essen-Stadt                  | Franziska Gosewinkel                 | Zentrum             | Volksschullehrerin                                               | |
| Düsseldorf       | Essen-Stadt                  | Gerhard Hebborn                      | Zentrum             | Gewerkschaftssekretär                                            | |
| Düsseldorf       | Essen-Stadt                  | Heinrich Lotz                        | DVP                 | Rektor                                                           | 1921 (60. und 61. Provinziallandtag) |
| Düsseldorf       | Essen-Stadt                  | Joseph Orlopp                        | USPD                | Gewerkschaftsangestellter                                        | |
| Düsseldorf       | Essen-Stadt                  | Heinrich Schäfer                     | Zentrum             | 1. Beigeordneter                                                 | |
| Düsseldorf       | Essen-Stadt                  | Hermann Schroer                      | VKPD                | Bergmann                                                         | |
| Düsseldorf       | Essen-Stadt                  | Johann Steinbüchel                   | SPD                 | Redakteur                                                        | |
| Düsseldorf       | Essen-Stadt                  | Karl Steinkopf                       | SPD                 | Metallarbeiter                                                   | |
| Düsseldorf       | Essen-Stadt                  | Karl Theißen                         | VKPD                | Oberstadtsekretär                                                | |
| Düsseldorf       | Essen-Stadt                  | Heinrich Vielhaber                   | DVP                 | Werksdirektor                                                    | |
| Düsseldorf       | Essen-Land                   | Otto Büchsenschütz                   | DNVP                | Gewerkschaftssekretär                                            | |
| Düsseldorf       | Essen-Land                   | Karl Hold                            | DVP                 | Ehrenbürgermeister, Generaldirektor                              | (nahm am 62. und 63. Provinziallandtag nicht teil)                                                                                      |
| Düsseldorf       | Essen-Land                   | Emil Kemper                          | SPD                 | Lagerhalter                                                      | |
| Düsseldorf       | Essen-Land                   | Agnes Plum                           | VKPD                | Ehefrau                                                          | |
| Düsseldorf       | Essen-Land                   | Jacob Weber                          | Zentrum             | Prokurist                                                        | |
| Düsseldorf       | Essen-Land                   | Franz Wieber                         | Zentrum             | Verbandsvorsitzender                                             | |
| Düsseldorf       | Geldern                      | Heinrich van Aerßen                  | Zentrum             | Kaufmann                                                         | |
| Düsseldorf       | Mönchengladbach              | Franz Gielen                         | Zentrum             | Oberbürgermeister                                                | Präsident des Provinziallandtags (60. und 61. Provinziallandtag)                                                                        |
| Düsseldorf       | Gladbach                     | Wilhelm Elfes                        | Zentrum             | Schriftleiter                                                    | Schriftführer |
| Düsseldorf       | Gladbach                     | Heinrich Konnertz                    | Zentrum             | Fabrikant                                                        | |
| Düsseldorf       | Grevenbroich                 | Wilhelm Rath                         | Zentrum             | Amtsgerichtsrat                                                  | |
| Düsseldorf       | Hamborn                      | Anton Küppers                        | Zentrum             | Schulrektor                                                      | |
| Düsseldorf       | Hamborn                      | Karl Völker                          | VKPD                | Maurer                                                           | |
| Düsseldorf       | Kempen                       | Johann Heinrich Albers               | Zentrum             | Winterschuldirektor                                              | |
| Düsseldorf       | Kempen                       | Johann Wolters                       | Zentrum             | Pfarrer                                                          | |
| Düsseldorf       | Lennep                       | Peter Petzold                        | VKPD                | Expedient                                                        | |
| Düsseldorf       | Lennep                       | Fritz Hentzen                        | DNVP                | Landrat                                                          | |
| Düsseldorf       | Mettmann                     | Peter Paul Bierwirth                 | Zentrum             | Volksschullehrer                                                 | |
| Düsseldorf       | Mettmann                     | Reinhold Haberland                   | SPD                 | Lagerhalter                                                      | |
| Düsseldorf       | Mettmann                     | Albert Kemmann                       | DNVP                | Gutsbesitzer, Ökonomierat                                        | |
| Düsseldorf       | Mettmann                     | Fritz Quabeck                        | VKPD                | Gewerkschaftssekretär                                            | 1921 (60. und 61. Provinziallandtag) |
| Düsseldorf       | Mettmann                     | Jakob Koch                           | VKPD                | Expedient                                                        | 1922 (62. Provinziallandtag) bis 1924                                                                                                   |
| Düsseldorf       | Mettmann                     | Franz Schlieper                      | DVP                 | Landwirt                                                         | |
| Düsseldorf       | Mülheim an der Ruhr          | Wilhelm Andres                       | SPD                 | Gewerkschaftssekretär                                            | |
| Düsseldorf       | Mülheim an der Ruhr          | Heinrich Biesgen                     | VKPD                | Dreher                                                           | |
| Düsseldorf       | Mülheim an der Ruhr          | Franz Lenze                          | Zentrum             | Fabrikdirektor                                                   | |
| Düsseldorf       | Mülheim an der Ruhr          | Edmund Neuendorff                    | DNVP                | Realschuldirektor                                                | |
| Düsseldorf       | Mülheim an der Ruhr          | Karl Anton von Plettenberg-Mehrum    | DVP                 | Rittergutsbesitzer (Haus Mehrum)                                 | |
| Düsseldorf       | Mörs                         | Heinrich Pattberg                    | DVP                 | Bergwerksdirektor                                                | Schriftführer |
| Düsseldorf       | Mörs                         | Jakob Schroer                        | DNVP                | Landwirt                                                         | |
| Düsseldorf       | Mörs                         | Eduard Schürhoff                     | Zentrum             | Studienrat                                                       | |
| Düsseldorf       | Mörs                         | Peter Zimmer                         | SPD                 | Bezirksleiter                                                    | |
| Düsseldorf       | Neuss-Stadt und Land         | Robert Grootens                      | Zentrum             | Bürgermeister                                                    | |
| Düsseldorf       | Oberhausen                   | Wilhelm Dörr                         | Zentrum             | Baukontrolleur                                                   | |
| Düsseldorf       | Oberhausen                   | Otto von Gillhausen                  | DVP                 | Gutsbesitzer                                                     | |
| Düsseldorf       | Rees                         | Felix Lensing                        | Zentrum             | Gutsbesitzer, Ökonomierat                                        | 2. stellvertretender Vorsitzender des Provinziallandtags (ab 62. Provinziallandtag)                                                     |
| Düsseldorf       | Remscheid                    | Wilhelm Koch                         | VKPD                | Beigeordneter                                                    | |
| Düsseldorf       | Remscheid                    | Arnold Hueck                         | DVP                 | Tuchfabrikant, geheimer Kommerzienrat                            | 1921 (60. und 61. Provinziallandtag) |
| Düsseldorf       | Remscheid                    | Karl Theodor Geilenkirchen           | DVP                 | Hauptgeschäftsführer des Vereins Deutscher Eisengießereien       | 1922 (62. Provinziallandtag) bis 1924                                                                                                   |
| Düsseldorf       | Solingen-Land                | Alfred Bick                          | SPD                 | Parteisekretär                                                   | |
| Düsseldorf       | Solingen-Land                | Karl Dinger                          | DDP                 | Reichsangestellter                                               | |
| Düsseldorf       | Solingen-Land                | Johann Jansen                        | Zentrum             | Chemiker                                                         | |
| Düsseldorf       | Solingen-Land                | Anton Lüchem                         | VKPD                | Schumachermeister                                                | |
| Düsseldorf       | Solingen-Land                | Karl Zell                            | DVP                 | Fabrikdirektor                                                   | |
| Köln             | Bergheim                     | Clemens von Loë                      | Zentrum             | Rittergutsbesitzer                                               | |
| Köln             | Bonn-Stadt                   | Fritz Bottler                        | DVP                 | Oberbürgermeister                                                | † 7. August 1922 |
| Köln             | Bonn-Stadt                   | Peter Joseph Olbertz                 | Zentrum             | Geheimer Sanitätsrat                                             | Alterspräsident |
| Köln             | Bonn-Land                    | Fritz Bollig                         | Zentrum             | Landesökonomierat                                                | |
| Köln             | Euskirchen                   | Benedikt Heuser                      | Zentrum             | Gutsbesitzer                                                     | |
| Köln             | Gummersbach-Waldbröl         | Bernhard Krawinkel                   | DNVP                | Fabrikant, Kommerzienrat                                         | |
| Köln             | Gummersbach-Waldbröl         | Richard Pfaff                        | SPD                 | Kanzleigehilfe                                                   | |
| Köln             | Köln-Stadt                   | Konrad Adenauer                      | Zentrum             | Oberbürgermeister                                                | |
| Köln             | Köln-Stadt                   | Anna Dieckerhoff                     | DVP                 |                                                                  | |
| Köln             | Köln-Stadt                   | Bernhard Falk                        | DDP                 | Rechtsanwalt, Justizrat                                          | |
| Köln             | Köln-Stadt                   | Waldemar Funk                        | SPD                 | Parteisekretär                                                   | |
| Köln             | Köln-Stadt                   | August Haas                          | SPD                 | Beigeordneter                                                    | |
| Köln             | Köln-Stadt                   | Louis Hagen                          | Zentrum             | Handelskammerpräsident, geheimer Kommerzienrat                   | |
| Köln             | Köln-Stadt                   | Fritz Hoff                           | SPD                 | Kaufmann, Geschäftsführer                                        | |
| Köln             | Köln-Stadt                   | Wilhelm Hölken                       | SPD                 | Bezirkssekretär                                                  | |
| Köln             | Köln-Stadt                   | Karl Jansen                          | Zentrum             | Gewerkschaftssekretär                                            | bis 1922 |
| Köln             | Köln-Stadt                   | Johannes Kaiser                      | DVP                 | Justizrat                                                        | |
| Köln             | Köln-Stadt                   | Peter Knab                           | VKPD                | Volksschullehrer                                                 | |
| Köln             | Köln-Stadt                   | Wilhelmine Köhl                      | Zentrum             | Seminarlehrerin                                                  | ab 1922 Minna Schumacher-Köhl |
| Köln             | Köln-Stadt                   | Heinrich Maus                        | Zentrum             | Fabrikant, Konsul                                                | |
| Köln             | Köln-Stadt                   | Johann Melich                        | VKPD                | Schlosser                                                        | |
| Köln             | Köln-Stadt                   | Hugo Mönnig                          | Zentrum             | Rechtsanwalt, Justizrat                                          | |
| Köln             | Köln-Stadt                   | Max Wallraf                          | DNVP                | Staatsminister, Staatssekretär a. D.                             | |
| Köln             | Köln-Land                    | Johann Floßdorf                      | Zentrum             | Gewerkschaftssekretär                                            | |
| Köln             | Köln-Land                    | Helene Otto                          | SPD                 | Lehrerin                                                         | |
| Köln             | Mülheim am Rhein-Wipperfürth | Thomas Esser                         | Zentrum             | Genossenschaftsleiter                                            | |
| Köln             | Mülheim am Rhein-Wipperfürth | Johann Odenthal                      | Zentrum             | Bürgermeister                                                    | |
| Köln             | Siegkreis                    | Hermann Hanten                       | Zentrum             | Landwirt                                                         | |
| Köln             | Siegkreis                    | Alfred Hüser                         | DVP                 | Fabrikbesitzer                                                   | |
| Köln             | Siegkreis                    | Franz Marx                           | SPD                 | Parteisekretär                                                   | |
| Köln             | Siegkreis                    | Ludwig Steidl                        | Zentrum             | Arbeitersekretär                                                 | |
| Trier            | Bernkastel                   | Zacharias Bergweiler                 | Zentrum             | Weingutsbesitzer                                                 | |
| Trier            | Bitburg                      | Joseph Simon                         | Zentrum             | Brauereibesitzer                                                 | |
| Trier            | Daun                         | Franz Kaspar                         | Zentrum             | Pfarrer                                                          | |
| Trier            | Saarburg-Merzig              | Karl Knopp                           | Zentrum             | Pfarrer                                                          | |
| Trier            | Trier-Stadt                  | Joseph Esch                          | Zentrum             | Rechtsanwalt                                                     | |
| Trier            | Trier-Land                   | Albert von Bruchhausen               | Arbeitsgemeinschaft | Oberbürgermeister                                                | |
| Trier            | Trier-Land                   | Peter Gertner                        | CVP                 | Landwirt                                                         | |
| Trier            | Trier-Land                   | Joseph Meyer                         | Zentrum             | Eisenbahnschlosser                                               | |
| Trier            | Trier-Land                   | Gottlieb Reese                       | SPD                 | Schriftleiter                                                    | |
| Trier            | Trier-Land                   | Aloys Rulolf                         | Zentrum             | Pfarrer                                                          | |
| Trier            | Wittlich                     | Jakob Gessinger                      | Zentrum             | Landwirt                                                         | |